# Lucy Show
Lucy Show (The Lucy Show) è una serie televisiva statunitense in 156 episodi trasmessi per la prima volta nel corso di 6 stagioni dal 1962 al 1968. Seguì ad altre due serie con protagonista Lucille Ball: Lucy ed io (1951-1957) e The Lucy-Desi Comedy Hour (1957-1960).

## Personaggi
- Lucy Carmichael (156 episodi, 1962-1968), interpretata da Lucille Ball.
- Mr. Theodore J. Mooney (102 episodi, 1963-1968), interpretato da Gale Gordon.
- Vivian Bagley (81 episodi, 1962-1968), interpretata da Vivian Vance.
- Jerry Carmichael (55 episodi, 1962-1965), interpretato da Jimmy Garrett.
- Sherman Bagley (44 episodi, 1962-1965), interpretato da Ralph Hart.
- Chris Carmichael (39 episodi, 1962-1965), interpretato da Candy Moore.
- Mary Jane Lewis (32 episodi, 1962-1968), interpretata da Mary Jane Croft.
- Thelma Green (17 episodi, 1963-1967), interpretata da Carole Cook.
- Harry Conners (10 episodi, 1962-1963), interpretato da Dick Martin.
- Mr. Cheever (9 episodi, 1966-1968), interpretato da Roy Roberts.
- Fran (8 episodi, 1963-1967), interpretato da Mary Wickes.
- Rosie Harrigan, contessa Framboise (7 episodi, 1965), interpretata da Ann Sothern.
- Eddie Collins (7 episodi, 1962-1963), interpretato da Donald Briggs.
- Mr. Potter (6 episodi, 1964-1966), interpretato da Robert Carson.
- Dottore (6 episodi, 1963-1966), interpretato da Herb Vigran.
- Cynthia (6 episodi, 1963-1967), interpretata da Lucie Arnaz.
- Gorilla (5 episodi, 1965-1966), interpretato da George Barrows.
- Babette (5 episodi, 1963-1965), interpretata da Karen Norris.
- Billy Simmons (5 episodi, 1962-1965), interpretato da Desi Arnaz Jr..

## Produzione
La serie, ideata da Bob Carroll Jr., Madelyn Davis, Bob Schiller, Bob Weiskopf e Lucille Ball, fu prodotta da Desilu Productions (1962-1967) e Paramount Television (1968) e girata negli studios della Desilu a Culver City e della Paramount a Hollywood in California. Le musiche furono composte da Wilbur Hatch.
Tra i registi della serie sono accreditati Jack Donohue  (93 episodi, 1962-1968) e Maury Thompson  (46 episodi, 1965-1967)

## Distribuzione
La serie fu trasmessa negli Stati Uniti dal 1962 al 1968 sulla rete televisiva CBS. In Italia è stata trasmessa su Rete 4 con il titolo Lucy Show.
Alcune delle uscite internazionali sono state:
- negli Stati Uniti il 1º ottobre 1962 (The Lucy Show)
- in Francia il 26 agosto 1967 (L'extravagante Lucie)
- in Germania Ovest il 17 aprile 1971 (Hoppla Lucy!)
- in Venezuela (El show de Lucy)
- in Spagna (Lucille Ball presenta)
- in Italia (Lucy Show o The Lucy Show)

## Episodi
| Stagione         | Episodi | Prima TV USA |
| ---------------- | ------- | ------------ |
| Prima stagione   | 30      | 1962-1963    |
| Seconda stagione | 28      | 1963-1964    |
| Terza stagione   | 26      | 1964-1965    |
| Quarta stagione  | 26      | 1965-1966    |
| Quinta stagione  | 22      | 1966-1967    |
| Sesta stagione   | 24      | 1967-1968    |